# Alfonso Calderón (activista)
Alfonso Calderón Atienzar (Alcobendas, 10 de octubre de 2001) es un activista estudiantil hispano-estadounidense contra la violencia armada. Es un sobreviviente del tiroteo en la escuela secundaria Stoneman Douglas de Parkland y miembro fundador del movimiento Never Again MSD.

## Biografía
Calderón nació en Alcobendas, un pueblo español a las afueras de Madrid y ha estado viviendo en los Estados Unidos desde 2008.
Calderón criticó a los legisladores por no promulgar leyes sensatas sobre armas, así como controles para evitar que las personas con enfermedades mentales puedan comprar "armas de grado militar", y criticó a la Asociación Nacional del Rifle (NRA) y a su portavoz Dana. Loesch por fomentar la proliferación de armas, así como a los políticos financiados por la NRA. Dijo que las voces de los estudiantes no se estaban tomando lo suficientemente en serio. Describió una propuesta de armar a los maestros para promover la seguridad escolar como una "idea terrible", y explicó que los maestros nunca debieron portar armas letales. Él ve su defensa como algo más que proteger a los estudiantes de Parkland, sino como un esfuerzo por salvar vidas humanas en general. Él cree que le corresponde al electorado Votar para sacar a los políticos que apoyan las regulaciones de armas laxas y la NRA.
Durante el tiroteo en la escuela, estuvo encerrado en un armario con sus compañeros de estudios cuatro horas.

Estuve en un armario, encerrado durante cuatro horas con personas a las que consideraría casi de la familia, llorando y llorando sobre mí, suplicando por nuestras vidas. Entiendo lo que es enviarles un mensaje de texto a mis padres: "Adiós, es posible que nunca vuelva a verte. Te amo". Entiendo lo que es temer por tu vida.